# Sangiran 17

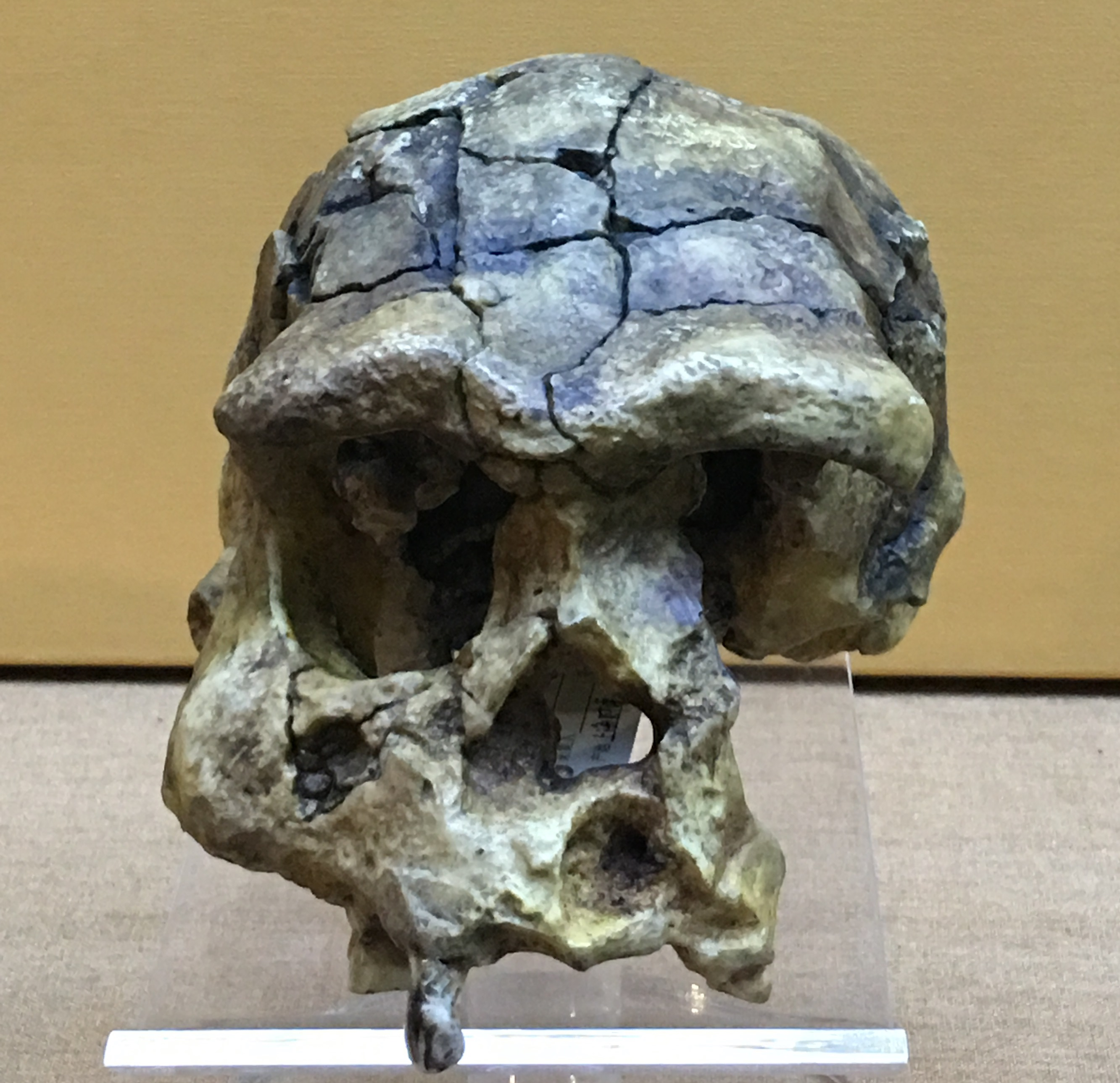

Sangiran 17, Sangiran XVII o Pithecanthropus VIII

## Taxonomía
EN 1938 el descubridor planteó el hipodigmaPithecanthropus erectus y en 1940 Franz Weidenreich lo asimiló a Sinanthropus pekinensis.
Dubois 1940: Homo wadjakensis.
Mayr 1950: Homo erectus.
Otras atribuciones, incluso sapiens.

## Datación
Los descubrimientos de Sangiran siempre han tenido problemas de datación, no habiéndose llegado nunca a un consenso. En 2011 un estudio de Hyodo et al. limita la edad de los restos de erectus de Sangiran a un máximo de 0,79 millones de años.
1,6 Ma.
Se decantan por c. 1,5 Ma.

## Descripción
https://books.google.es/books?id=NT1YyR9lOVEC&pg=PA43&lpg=PA43&dq=Neue+Pithecanthropus+funde+1936-1938:+ein+Beitrag+zur+Kenntnis+der+Praehominiden&source=bl&ots=4q5eO-GU7p&sig=ACfU3U2-i9PU-jyEsBaxUxUITFJHRmFr7Q&hl=es&sa=X&ved=2ahUKEwjBqfvzjanpAhWOohQKHZ4rAXQQ6AEwCHoECAkQAQ#v=onepage&q=Neue%20Pithecanthropus%20funde%201936-1938%3A%20ein%20Beitrag%20zur%20Kenntnis%20der%20Praehominiden&f=false
Volumen craneal superior a 1000 cm³.
Holloway 2000: 1059 ml capacidad craneal,